# Lebon Régis
Lebon Régis là một đô thị thuộc bang Santa Catarina, Brasil. Đô thị này có diện tích 990,74 km², dân số năm 2007 là 11735 người, mật độ 13,1 người/km².